# قیف‌دالانه

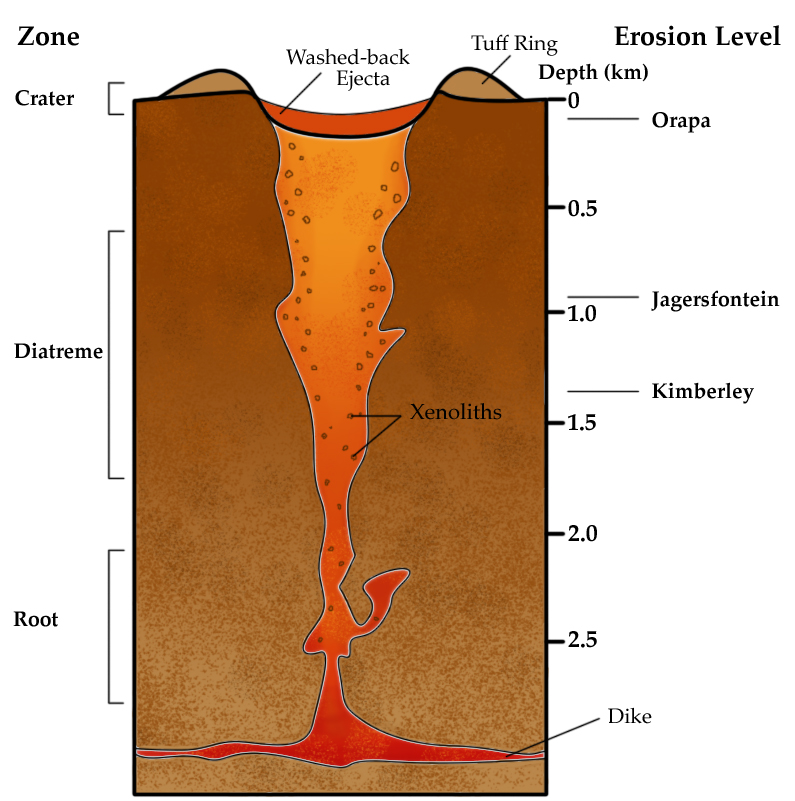
طرحی از شکل یک قیف‌دالانه. سمت راست تصویر نام چند قیف‌دالانه و ژرفای آن‌ها معروف آمده‌است.

قیف‌دالانه یا دیاترم (انگلیسی: Diatreme) عبارت است از دهانه‌های انفجاری که بر اثر انفجار ناشی از وجود گازهای آتشفشانی تشکیل گردیده است. این گازها خاستگاه ماگمایی و غیر ماگمایی دارند. قیف‌دالانه نوعی کانال طبیعی شامل حفره‌ها و چاه‌هایی در دهانه‌های آتشفشانی است که بر اثر انفجارهای شدید گازهای آتشفشانی تشکیل می‌شود.
قیف‌دالانه تنورهٔ بـِرشی (breccias pipe) قیف‌شکلی به‌شمار می‌آید که ژرفای آن در حدود ۲ کیلومتر و قطر آن از ۲۰۰ متر تا ۲ کیلومتر است.
منشأ گازهایی که انفجار آن‌ها باعث تشکیل قیف‌دالانه می‌شود ممکن است ماگمایی باشد یا از بخار شدن آب‌های زیرزمینی بر اثر حرارت حاصل شود. قیف‌دالانه‌ها که انواعی از دودکش هستند که در اعماق پوسته واقع شده‌اند و پر از برش‌های سنگی هستند. سازوکار ایجاد قیف‌دالانه‌ها هنوز به‌درستی مشخص نشده است. منشأ گازهای داغ و پرفشار در اعماق، قدرت انفجار گازهایی که بتواند حجم‌های زیاد برش‌ها را در داخل دودکش‌ها در اعماق ایجاد کند، و سازوکار حرکت مواد فرار هنوز به‌درستی شناخته نشده است.
گاهی پیدایش حفره‌ها، ممکن است بدون انفجار و بر اثر خروج گازها در دهانه‌های بعضی از آتشفشان‌ها باشد. این عمل سبب پراکنده شدن مواد سبک وزن و خاکستری می‌گردد و حفره‌های قیفی شکل حاصل می‌شود که به آن‌ها نیز، قیف‌دالانه می‌گویند.